# Хор Казахского радио
Хор Казахского радио — певческий коллектив, существовавший с 1932 по 1954 годы при Казахском радио.
Коллектив был первоначально организован как женский хор под руководством Б. Г. Ерзаковича. С 1934 хор был преобразован в смешанный, а его руководителем стал Л. А. Хамиди. В дальнейшем одним из руководителей хора был Б. Байкадамов.
Хором Казахского радио в разное время дирижировали хормейстеры З. Ф. Писаренко, Б. А. Орлов и А. М. Москаленко. Композиторы Б. Г. Ерзакович, Л. А. Хамиди и Д. Д. Мацунин перерабатывали специально для хора народные песни («Харарау», «Қарақол», «Үридай», «Ақ саусақ», «Қара торғай» и др.) и песни на стихи Абая Кунанбаева («Айттым сәлем қалам қас», «Көзімнің қарасы» и др.). Оригинальные произведения для хора создавали Б. Ерзакович («Айна қыз»), А. К. Жубанов («Москва»), Л. Хамиди («Отан», «Қазақстан», «Бесжылдықтың ерлері»), М. Ержанов («Жасасын») и др.
В 1954 году хор был расформирован.